# Mas-d'Auvignon
Mas-d'Auvignon är en kommun i departementet Gers i regionen Occitanien i sydvästra Frankrike. Kommunen ligger i kantonen Lectoure som tillhör arrondissementet Condom. År 2022 hade Mas-d'Auvignon 169 invånare.

## Befolkningsutveckling
Antalet invånare i kommunen Mas-d'Auvignon
Referens:INSEE